# Bigl
Bigl.ua — український маркетплейс, проект IT-компанії EVO. У 2018 році на маркетплейсах холдингу (Prom.ua, Bigl, Crafta, Shafa, Kabanchik) склав 9,3 млрд грн. Це на 54 % більше ніж у 2017 році.

## Історія
- 6 липня 2016 р. Aukro (ТОВ «Аукро Україна») входить до групи компаній EVO (ТОВ «УАПРОМ»).[3]
- 1 жовтня 2016 р. група компаній EVO повідомила про припинення роботи торгівельного майданчика Aukro (ТОВ «АУКРО УКРАЇНА») і закриття сайту http://aukro.ua [Архівовано 9 липня 2012 у Wayback Machine.].[4] Продавці, що працювали на платформі Aukro, були переведені на інші торгові майданчики групи компаній EVO: Prom.ua, Bigl.ua та Crafta.ua.

## Детальніше
2017 року сайт входив у число популярних в Україні. На сайті працюють 19 тис. продавців. Кожна компанія проходить модерацію. Також щоб убезпечити покупців на маркетплейсі є програма захисту.